# 管理価格
管理価格（かんりかかく）administered price　とは経営学用語の一つ。ある商品の価格が決まる場合に、その商品を生産している1つあるいは少数の企業が独断で決定した価格が、その業界全体で一致されて定められるようになるという価格。これは少数が管理価格と決めた価格に他の企業も協調しているがゆえに成り立っている価格である。管理価格というのは企業が商品をより高価格で売るために意図的に設定されている価格であるがゆえに、市場経済や需要と供給に適応された上で定められた価格ではない。また管理価格というのは独占禁止法には違反していないとのこと。